# Våmbs landskommun
Våmbs landskommun var en tidigare kommun i dåvarande Skaraborgs län.

## Administrativ historik
Kommunen inrättades i Våmbs socken i Kåkinds härad i Västergötland när 1862 års kommunalförordningar trädde i kraft.  
Vid kommunreformen 1952 uppgick landskommunen i Skövde stad som 1971 ombildades till Skövde kommun.

## Politik

### Mandatfördelning i Våmbs landskommun 1938-1946
| 3 | 9 | 1 | 2 |

| 15 |

| 2 | 9 | 4 |

| 15 |

| 3 | 8 | 2 | 2 |

| 13 |